# Talgo 230
Der Talgo 230 ist eine Fahrzeugplattform des spanischen Unternehmens Talgo für den Schienenpersonenfernverkehr.

## Deutsche Bahn

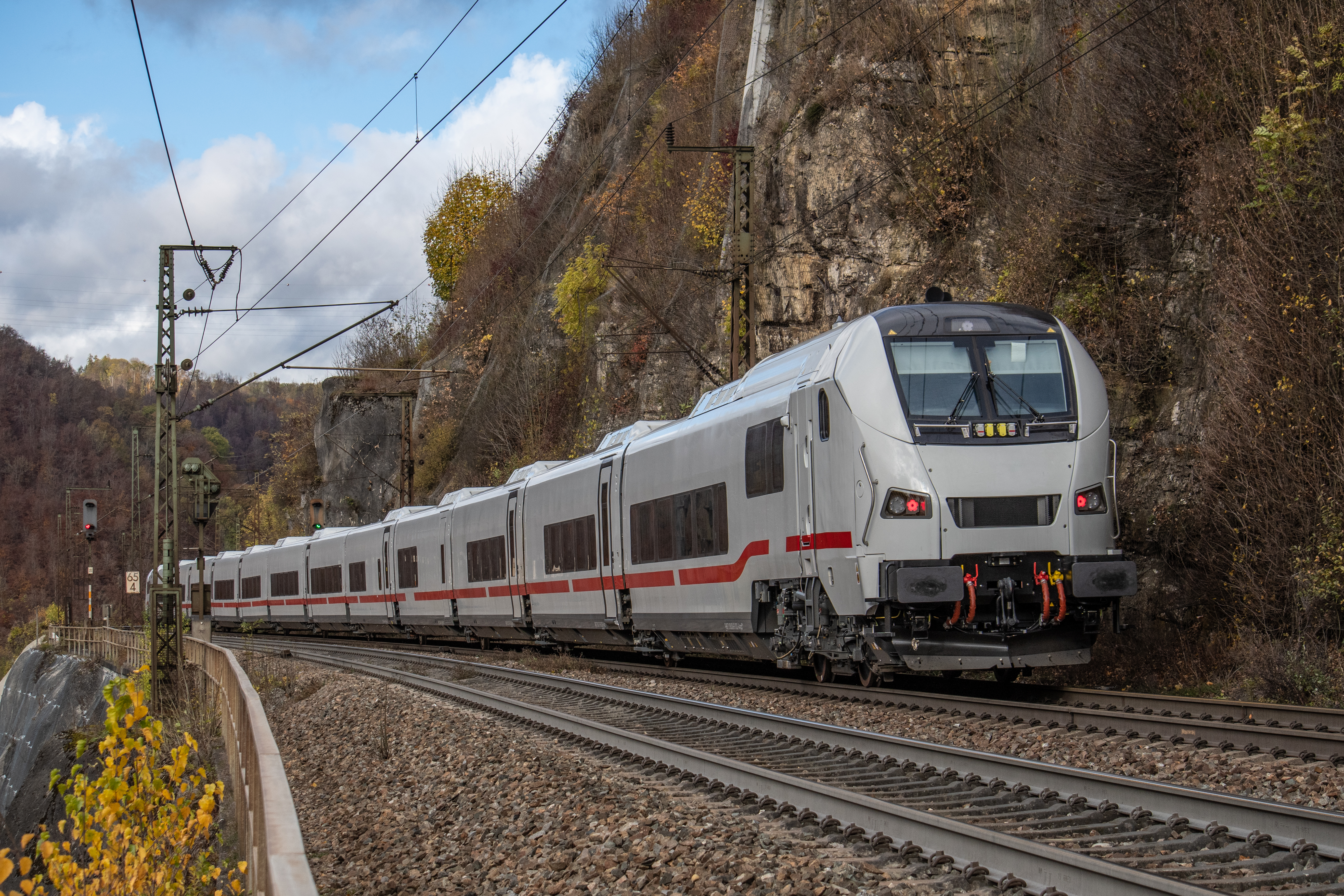
Probefahrt eines Talgo-230-Zuges für die Deutsche Bahn („ICE L“) auf der Geislinger Steige

Die Deutsche Bahn unterschrieb im Februar 2019 einen Rahmenvertrag mit Talgo, der die Lieferung von bis zu 100 Zügen an DB Fernverkehr umfasst. In einem ersten Abruf sind 23 Züge zur Lieferung bis 2025 bestellt worden.
Die Gesamtkosten sollen sich auf rund 550 Millionen Euro belaufen.
Mit etwa 24 Millionen Euro ist eine Zugeinheit damit deutlich günstiger als ein vergleichbarer ICE.
Mitte März 2019 wurde der neue Zug dann unter dem Arbeitstitel ECx, seit Spätsommer 2021 ICE L, der Öffentlichkeit präsentiert. Eine 235 Meter lange Gliederzugeinheit besteht aus 17 Wagen, die an den Enden talgotypisch mit dem Nachbarwagen mit Einzelradfahrwerken verbunden sind. Lediglich die Betriebskuppel- und Führerstandsenden der Endwagen laufen im Gegensatz zu bisherigen Talgo-Bauarten auf je einem Drehgestell, sodass ein Zug 20 Achsen hat, zuzüglich der vier Achsen der 19,5 Meter langen mehrsystemfähigen elektrischen Lokomotive von Talgo. Durch die Drehgestelle entfällt die bisher übliche radiale Einstellung der Endradsätze durch die Ableitung vom Pufferdruck und dem Knickwinkel des folgenden Gelenks, die insbesondere im Bogeneinlauf zu zeitweiliger Schrägstellung führt. Die Züge werden im Talgo-Werk Rivabellosa gefertigt.
In der Geschäftsbilanz des ersten Quartals 2025 des Herstellers Talgo hieß es zur Lieferung der Talgo-Züge an die Deutsche Bahn, dass Verhandlungen zwischen beiden Partnern laufen, den Umfang der Bestellung zu reduzieren. Laut Medienberichten soll die Bestellung wegen anhaltender Verzögerungen bei der Herstellung und Zulassung von 79 auf 60 Züge reduziert werden.

## Egyptian National Railways

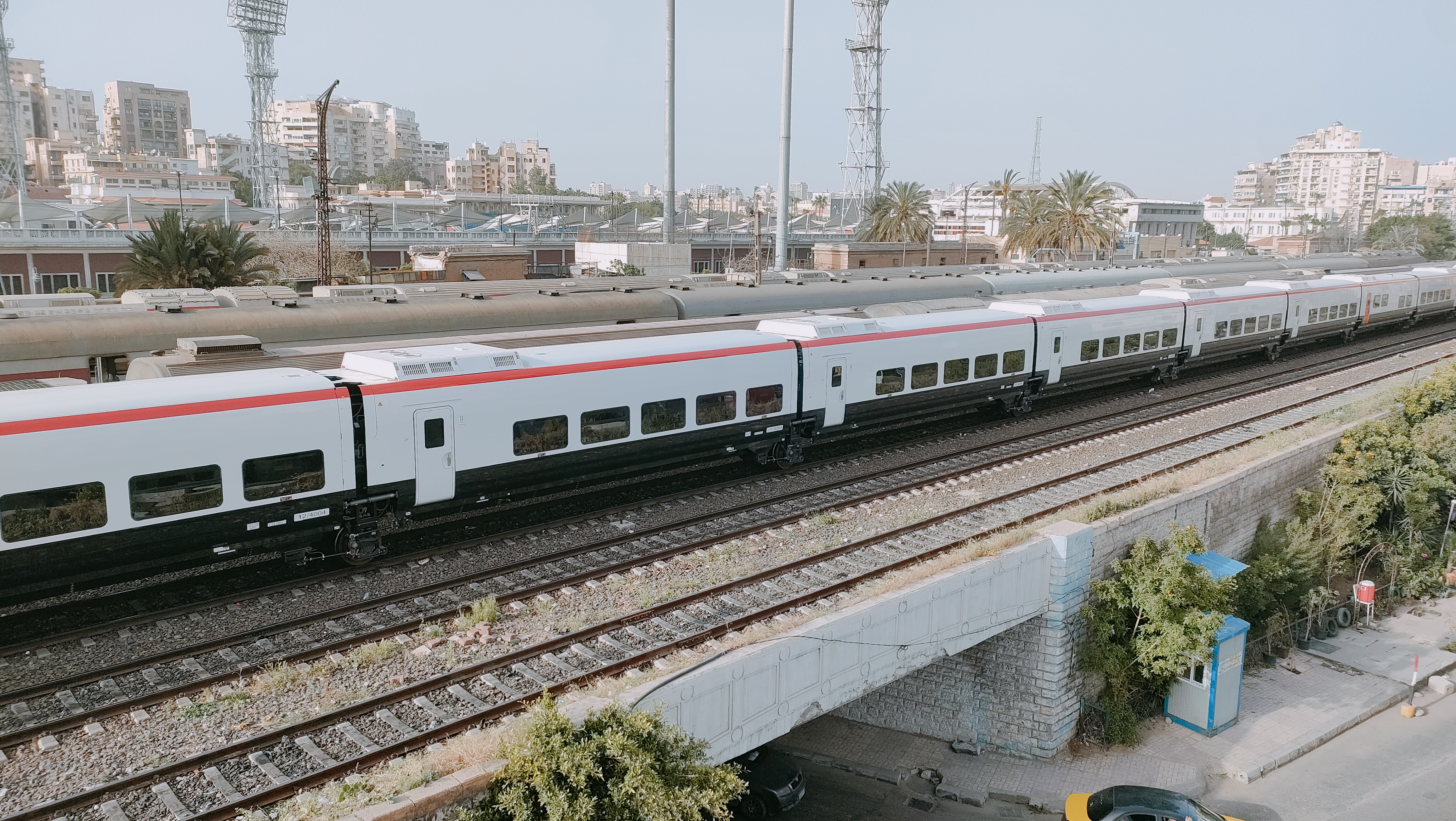
Talgo-Wagenzug der Ägyptischen Eisenbahn auf dem Bahnhofsgelände von Alexandria

Talgo gab 2019 den Auftrag zur Produktion von sechs Talgo-230-Zügen für die ägyptischen Staatsbahnen bekannt. Ein Zug besteht aus 15 Wagen, darunter ein Endwagen und ein Mittelwagen mit Cafeteria und barrierefreien Sitzen (zweite Klasse). Dazu kommen fünf Mittelwagen der ersten und acht der zweiten Klasse. Die Züge weisen eine maximale Kapazität von 492 Reisenden auf und sind für eine Höchstgeschwindigkeit von 160 km/h ausgelegt. Der Wagenboden liegt deutlich höher als bei den europäischen Talgo-Zügen, um einen ebenen Einstieg von Hochbahnsteigen zu gewährleisten.
Die Wagenkästen und Innenräume sind für den Einsatz in trockenen und heißen (bis 55 °C) Gebieten konzipiert. Die Fahrgasträume sind mit Klimaanlagen und WLAN ausgestattet. Die Wagen der ersten Klasse erhielten zusätzlich LED-Informationsbildschirme an den Sitzlehnen.
Die Züge sind für den Einsatz zwischen Großstädten wie Kairo, Alexandria und Assuan vorgesehen. Die ersten Züge wurden im Dezember 2022 in Betrieb genommen, die Auslieferung aller sechs Züge wurde bis 2023 abgeschlossen, früher als geplant.
2022 erhielt Talgo einen weiteren Auftrag im Wert von 280 Millionen Euro. Talgo soll sieben Nachtreisezüge bauen und 15 Jahre lang instand halten.

## Danske Statsbaner
Im Februar 2020 gaben die Danske Statsbaner (DSB) bekannt, dass sie, analog zur Bestellung durch die Deutsche Bahn, acht Zuggarnituren der Bauart für den internationalen Fernverkehr zwischen Hamburg und Kopenhagen bei Talgo bestellt haben.
Die DSB-Variante sollte für Höchstgeschwindigkeiten von 200 km/h ausgelegt sein und bis zu 440 Fahrgäste in 13 Wagen fassen. Die von den DSB bereits bei Siemens Mobility beschafften Vectron-Lokomotiven der Baureihe DSB EB sollten ursprünglich in Sandwich-Formation – jeweils eine Lokomotive an der Spitze sowie am Ende der Zuggarnitur – eingesetzt werden.
Die DSB bestellten im April 2023 weitere acht Zuggarnituren sowie 16 Steuerwagen, um mit diesen Steuerwagen auf den Sandwich-Betrieb verzichten zu können. Mit dem Steuerwagen wird eine Garnitur 493 Sitzplätze bieten.
Im April 2021 gaben die DSB bekannt, den bereits unterzeichneten Vertrag zu erweitern, und die Kapazität der Zuggarnituren um zehn Prozent zu erhöhen, sodass eine Garnitur 492 Plätze umfassen soll. Das bedeutet, dass jede Zuggarnitur zwei zusätzliche Wagen erhalten wird, die laut Medienberichten als Erste-Klasse-Wagen in einer 1+2-Bestuhlung eingerichtet werden.
Im Januar 2024 wurde die erste Garnitur ausgeliefert und von den Danske Statsbaner vorgestellt. Die Auslieferung der weiteren sieben Garnituren sollte bis Jahresende 2024 erfolgen.[veraltet] Die Lieferung der übrigen acht Garnituren und der Steuerwagen werden für 2026 und 2027 erwartet.

## Balgarski Darschawni Schelesnizi
Im Februar 2024 wurde die Bestellung von 20 Zuggarnituren mit einer Kapazität von 390 Sitzplätzen für die bulgarische Staatsbahn Balgarski Darschawni Schelesnizi bekanntgegeben, von Talgo als Intercity BG bezeichnet.

## Flixtrain
Im März 2025 wurde bekannt, dass Flixtrain mit Talgo über die Beschaffung von Zügen des Typs Talgo 230 verhandele. Ende Mai 2025 wurde ein Rahmenvertrag im Wert von bis zu 2,4 Milliarden Euro unterzeichnet, der die Lieferung von bis zu 65 Gliederzügen und ihre Instandhaltung über 15 Jahre umfasst. Eine Serie von 30 Zügen für 1,06 Milliarden Euro wurde fix bestellt. Flixtrain will Siemens Vectron als Zuglokomotiven nutzen; die Züge sollen mit einer Höchstgeschwindigkeit von 230 km/h verkehren. Ein Einsatz soll auch außerhalb Deutschlands möglich sein, etwa in Österreich, den Niederlanden, Dänemark oder Schweden.